# Pringleophaga crozetensis
Pringleophaga crozetensis är en fjärilsart som beskrevs av Günther Enderlein 1905. Pringleophaga crozetensis ingår i släktet Pringleophaga och familjen äkta malar. Inga underarter finns listade i Catalogue of Life.